# Europa der zwei Geschwindigkeiten

Mitglieder der EU und weiterer europäischer Organisationen (Stand: Februar 2025)

Kerneuropa durch Überlappung verschiedener Vollmitgliedschaften (Stand: April 2024)

Das Modell des Europa der zwei (oder: der verschiedenen) Geschwindigkeiten ist ein Konzept der flexiblen Integration in Europa. Es besagt, dass die Mitgliedstaaten der Europäischen Union nicht unbedingt alle weiteren Integrationsschritte von Beginn an mitgehen müssen, sondern es unterschiedliche Stufen der Zusammenarbeit geben kann. Teilweise bezieht das Modell auch europäische Staaten mit ein, die nicht Mitglied der EU sind – insbesondere im Hinblick auf die Nachbarschaftspolitik und Erweiterungsdebatten („Europa der konzentrischen Kreise“). Im Ergebnis besitzen nicht alle europäischen Staaten immer denselben Integrationsstand, sondern beteiligen sich unterschiedlich stark an der Zusammenarbeit in bestimmten Politikfeldern.
Vorschläge eines Europa der zwei oder mehr Geschwindigkeiten innerhalb der EG bzw. EU gehen auf die 1980er Jahre zurück und wurden seitdem bei den verschiedenen Reformen des EU-Vertrags immer wieder thematisiert. Eine praktische Umsetzung fanden sie im generellen Konstrukt der verstärkten Zusammenarbeit, mit dem Schengener Abkommen, der Europäischen Wirtschafts- und Währungsunion, dem Abkommen über die Sozialpolitik, oder der PESCO, an denen jeweils nicht alle EU-Mitgliedstaaten beteiligt sind bzw. waren.
Der Begriff „Geschwindigkeit“ soll auch darauf hinweisen, dass das grundsätzliche Ziel der „immer engeren Union“ (Präambel EUV) dadurch nicht aufgegeben, sondern lediglich in unterschiedlich schnellen Schritten erreicht wird. Besonders integrationswillige Staaten, die bei einer stärkeren Zusammenarbeit in bestimmten Politikfeldern schneller voranschreiten wollen, werden in diesem Zusammenhang oft auch Kerneuropa genannt.

## Modelle
Es gibt mehrere Varianten des Modells der verschiedenen Geschwindigkeiten: Ein Konzept schlägt vor, ein Kerneuropa schneller fortzuentwickeln bis zur Gründung einer formalen Europäischen Föderation (als „Föderation innerhalb der Konföderation“). Dem steht das alternative Konzept der abgestuften Integration gegenüber, die die Fortentwicklung auf multinationale Verträge verlegt, die neben den Staaten des inneren Europa je nach Möglichkeit des Integrationsfeld auch weitere Staaten hinzunimmt. Damit verwandt ist das Modell eines Europa à la carte, bei dem jeder Staat sich nur an denjenigen Vertragselementen beteiligt, an denen er interessiert ist.

## Kerneuropa
Der Begriff Kerneuropa wurde insbesondere durch ein Positionspapier der deutschen CDU-Politiker Wolfgang Schäuble und Karl Lamers bekannt, die im September 1994 im Vorfeld des Vertrags von Amsterdam forderten, dass eine Gruppe von Staaten innerhalb der Europäischen Union durch engere Zusammenarbeit die Integration vorantreiben sollte. Deutschland und Frankreich sollten dabei eine führende Rolle einnehmen, außerdem sollten Belgien, die Niederlande und Luxemburg an der Zusammenarbeit beteiligt werden. Diese Länder sollten „gemeinsam erkennbar gemeinschaftsorientierter handeln als andere und gemeinsame Initiativen einbringen“. Allerdings forderten Schäuble und Lamers keine formelle Institutionalisierung der Kerneuropastaaten und betonten, dass die enge Zusammenarbeit allen anderen integrationswilligen EU-Ländern offenbleiben sollte.
In der öffentlichen Debatte wird das Konzept eines Kerneuropas jedoch häufig auch mit einer institutionellen Ausdifferenzierung innerhalb der EU verbunden, bei der eine Gruppe von Mitgliedstaaten sich in verschiedenen Politikbereichen stärker integriert, während andere dauerhaft nicht daran teilnehmen. Eine solche Union innerhalb der Union wird vor allem in den Kerneuropastaaten selbst immer wieder in die Debatte eingebracht. Andere Politiker nehmen von solchen Vorschlägen jedoch Abstand, da sie Europa eher spalte als einige. Insbesondere der ehemalige deutsche Außenminister Joschka Fischer, der in seiner bekannten Humboldt-Rede im Mai 2000 noch eine kerneuropäische Föderation als Integrationslokomotive gefordert hatte, rückte später klar von dieser Konzeption ab.
Die EU-Kommissare Pascal Lamy (Frankreich) und Günter Verheugen haben 2003 anlässlich des 40. Jahrestages des Élysée-Vertrages von 1963 den nach ihnen benannten Lamy-Verheugen-Plan vorgelegt, der eine deutlich engere Zusammenarbeit Deutschlands und Frankreichs vorschlägt (z. B. Zusammenlegung der Streitkräfte), zumindest aber konföderative Strukturen, die weit über das im EU-Vertrag Vorgesehene hinausgehen. Ein Ziel wäre dabei die Schaffung eines handlungsfähigen Gegengewichts gegen die USA und ihre Möglichkeiten zur internationalen Einflussnahme und zum militärischen Eingreifen. Zuvor hatten sich die Handlungsmöglichkeiten europäischer Staaten etwa im Jugoslawienkrieg als begrenzt erwiesen.
Die Erfahrung der sicherheitspolitischen Beschränkungen hat eine Gruppe von Staaten dazu gebracht, ihre Strukturen schneller zusammenzulegen. Aus der Deutsch-Französische Brigade entstand das Eurokorps, dem mittlerweile Brigaden aus Deutschland, Frankreich, Belgien und Spanien unterstehen. Polen beteiligt sich mit einer Brigade zu Ausbildungszwecken, weitere Staaten entsenden Personal in den Stabs- und Unterstützungsdienst. Zu diesem stehenden Heer einer Europaarmee von ca. 60.000 Mann kommt das multinational ausgebaute 1. Deutsch-Niederländisches Korps und die European Air Group zusammen mit dem European Air Transport Command als Kern europäischer Luftstreitkräfte – an letzterem sind die Niederlande, Belgien, Frankreich und Deutschland beteiligt, Spanien und Luxemburg zeigen Interesse an einer Beteiligung.

## Abgestufte Integration und „Europa à la carte“
Obwohl die Idee eines Kerneuropa insbesondere von Deutschland und Frankreich immer wieder diskutiert wird, so ist de facto das Modell der abgestuften Integration verwirklicht. Dieses hat mit dem Vertrag von Amsterdam 1997 auch eine formelle Grundlage in Form des politischen Instrumentes der Verstärkten Zusammenarbeit gefunden.

### Abgestufte Integration
Über diesen politischen Mechanismus können mindestens neun Mitgliedstaaten der Europäischen Union im Rahmen der bestehenden Verträge Rechtsakte annehmen, die nur in den Mitgliedstaaten gelten, die sich der verstärkten Zusammenarbeit angeschlossen haben. Dazu und zum Erlass der notwendigen Durchführungsbestimmungen nehmen die jeweiligen Mitgliedstaaten die Verfahren und Organe der Europäischen Union in Anspruch. Einzige Besonderheit ist, dass im Rat nur diejenigen Mitgliedstaaten stimmberechtigt sind, die sich an der verstärkten Zusammenarbeit beteiligen. De facto kann eine existierende EU-Behörde dann möglicherweise mit zweierlei Rechtsgrundlage in den Mitgliedstaaten agieren – mit der allgemeinen europäischen Rechtsgrundlage oder auf Basis der Bestimmungen der Verstärkten Zusammenarbeit. Beschließt ein weiterer Mitgliedstaat später, sich an der Verstärkten Zusammenarbeit zu beteiligen, so kann er sich dieser anschließen.
Eine Verstärkte Zusammenarbeit darf nicht mit dem weiteren Begriff der abgestuften Integration verwechselt werden, die sich außerhalb des genannten Rechtsrahmens befindet. Historische Beispiele für eine solche abgestufte Integration sind das Schengener Abkommen, das zunächst von einigen Mitgliedstaaten außerhalb des EU-Rahmens geschlossen wurde. Dieses wurde 1997 als Verstärkte Zusammenarbeit besonderer Art durch ein Protokoll zum Vertrag von Amsterdam in den Rechtsrahmen der Europäischen Union einbezogen. Dieses Protokoll musste von allen Mitgliedstaaten ratifiziert werden und enthält Abweichungen von den allgemeinen Regeln über die Verstärkte Zusammenarbeit.
Weitere Beispiele für die abgestufte Integration sind die Europäische Währungsunion (eingeführt 1993 mit dem Vertrag von Maastricht) oder die Ständige Strukturierte Zusammenarbeit im Rahmen der Gemeinsamen Sicherheits- und Verteidigungspolitik (eingeführt mit dem Vertrag von Lissabon). Ein Beispiel für eine abgestufte Integration, die nunmehr für alle Mitgliedstaaten gilt, ist das Sozialprotokoll zum Vertrag von Maastricht, dem sich 1997 mit dem Vertrag von Amsterdam auch das Vereinigte Königreich anschloss, woraufhin es in den regulären Vertragstext eingebaut wurde.
Das Modell der abgestuften Integration bewirkt eine Flexibilisierung des Integrationsprozesses, ohne dass parallele Behörden neben den Behörden der Europäischen Union etabliert werden müssen, wie das für ein „Kerneuropa“ notwendig wäre. Stattdessen können Institutionen für die Durchführung der Einzelverträge nach Bedarf etabliert werden und bei fortschreitender Entwicklung erweitert werden. Problematisch ist allerdings der Flickenteppich an Rechtsbeständen innerhalb Europas, die bei grenzüberschreitenden Projekten eine Prüfung erfordert, welche Rechtslage maßgeblich ist.

### Europa à la carte
Mit dem Modell der abgestuften Integration verwandt ist das Konzept eines Europa à la carte, das insbesondere von weniger integrationsfreundlichen Staaten wie Großbritannien wiederholt vorgeschlagen wurde: Die Mitgliedstaaten sollen sich demnach nur auf ein Minimum an Zielen einigen, die für alle beteiligten Länder verbindlich sind (z. B. den Binnenmarkt); in allen anderen Politikfeldern (z. B. Währungsunion, Außenpolitik, Verteidigungspolitik, Freizügigkeit, Flüchtlings- und Asylpolitik, innere Sicherheit, Justizpolitik) sollen nur die willigen Staaten spezifische Einigungsschritte unternehmen, während die übrigen weiterhin die nationalstaatliche Souveränität behalten. Rechtlich wäre auch dieses Modell mithilfe der Verstärkten Zusammenarbeit umsetzbar. Während jedoch die Vertreter der abgestuften Integration der Verstärkten Zusammenarbeit meist eine Vorreiterfunktion zuschreiben – der sich andere Mitgliedstaaten später anschließen können –, wird unter Europa à la carte meist ein Zustand dauerhaft ungleicher Integrationstiefe verstanden.

## Sonderfall „Flexible Zusammenarbeit“
Durch den Vertrag von Amsterdam wurde 1997 die Verstärkte Zusammenarbeit in den EU/EG-Vertrag aufgenommen, die ein festes Verfahren für Integrationsschritte auf der Ebene des Sekundärrechts von nur einem Teil der Mitgliedstaaten vorsieht, sog. verstärkte Zusammenarbeit. Allerdings wurde in der Praxis bislang kaum Gebrauch davon gemacht.

## Abgrenzungen
Ohne sachlichen Bezug zur Tiefe und Intensität der Zusammenarbeit der EU-Mitgliedstaaten untereinander werden gelegentlich erörtert:

### Inner Six und Outer Seven
| Inner Six                                                                | Outer Seven                                                                                 |
| ------------------------------------------------------------------------ | ------------------------------------------------------------------------------------------- |
| - Belgien - Frankreich - Deutschland - Italien - Luxemburg - Niederlande | - Österreich - Dänemark - Norwegen - Portugal - Schweden - Schweiz - Vereinigtes Königreich |

„Inner Six“ und „Outer Seven“ (1961)

Obwohl einige Staaten der EFTA schon 1961 die Mitgliedschaft in der EG beantragten, führten Spannungen mit Frankreich immer wieder zu Verzögerungen im Erweiterungsprozess.

### Inneres Europa

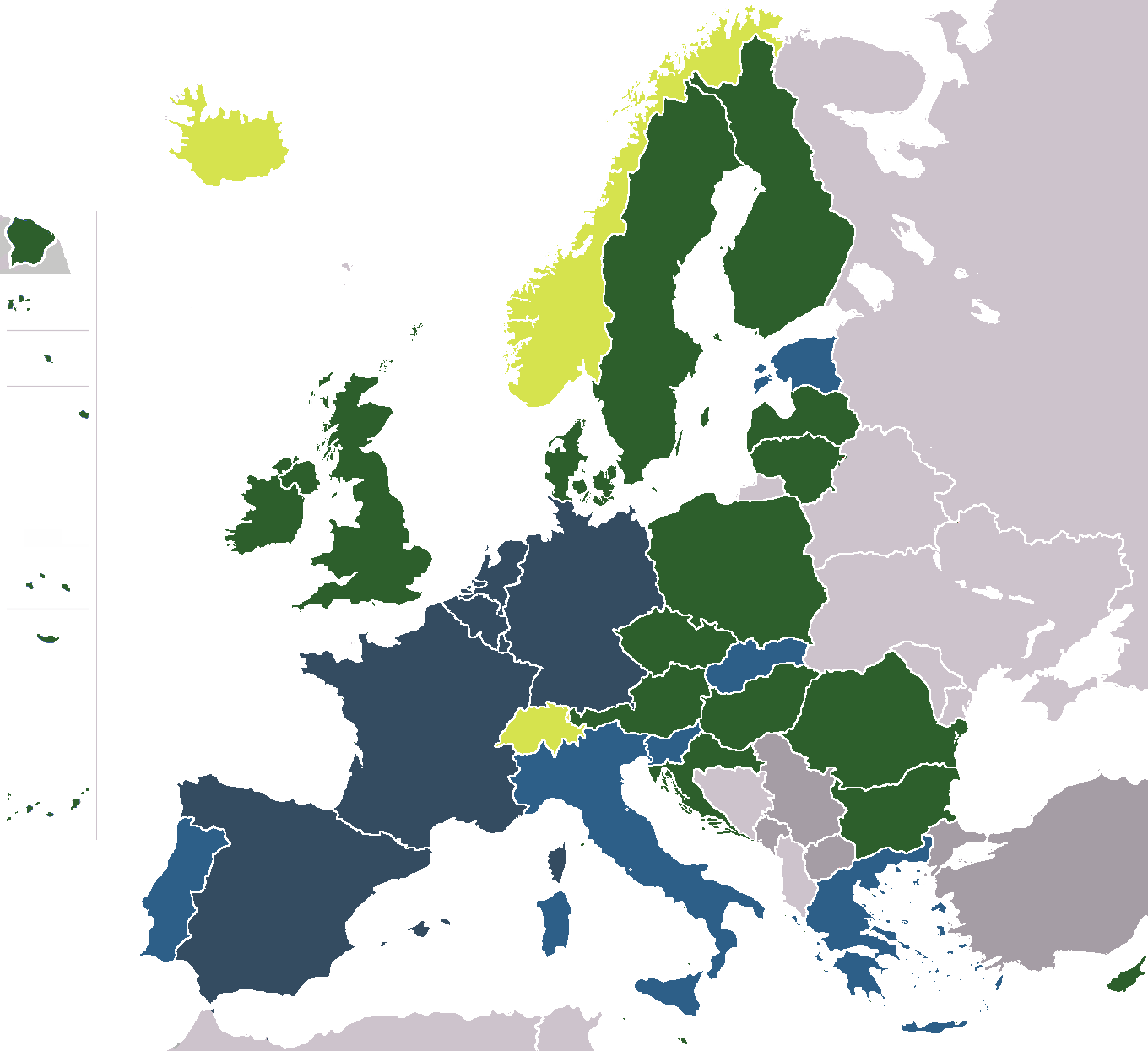
Abgestufte Integration (2013)

Nimmt man neben der EU-Mitgliedschaft die Zusammenarbeit im militärischen (NATO, Eurokorps/Europaarmee), monetären (Europäische Währungsunion) und sicherheitspolitischen (Schengener Abkommen) Bereich zum Maßstab, so wären zur Zeit Belgien, Deutschland, Estland, Finnland, Frankreich, Griechenland, Italien, Kroatien, Lettland, Litauen, Luxemburg, die Niederlande, Portugal, die Slowakei, Slowenien und Spanien Bestandteil eines sich halbwegs zu Recht so nennenden Kerneuropas. Zusätzlich ist Dänemark im Europäischen Wechselkursmechanismus II involviert, der die letzte Stufe vor Beitritt in die Eurozone ist. Dänemark und Großbritannien haben zwar den Maastricht-Vertrag unterzeichnet, der den Euro beinhaltete, aber sie nutzen die Möglichkeit einer Opt-out-Klausel. Obwohl Schweden diese Opt-out-Klausel nicht beanspruchen kann, erfüllt es absichtlich die WKM-II-Bestimmungen dennoch nicht. Irland ist nicht in der Schengen-Zone, um eine Außengrenze zu Nordirland zu vermeiden, da Großbritannien nicht Schengen-Mitglied ist. Allerdings haben sowohl das Vereinigte Königreich als auch Irland einen Kooperationsvertrag mit dem Schengen-Raum seit 1999, der sie an einer Teilmenge der Schengensysteme teilhaben lässt. Malta und Zypern erwägen eine NATO-Mitgliedschaft – Österreich und Irland nehmen zwar an militärischen Einsätzen der EU teil und gehören auch der Partnerschaft für den Frieden der NATO an, sind jedoch keine NATO-Mitglieder.
| Land                    | EU-Mitgliedschaft | NATO-Mitgliedschaft / Eurokorps Truppen | Schengener Abkommen Unterzeichnung / Beginn der tatsächlichen Anwendung | Währungsunion Euro-Einführung als Buchgeld / Bargeld |
| ----------------------- | ----------------- | --------------------------------------- | ----------------------------------------------------------------------- | ---------------------------------------------------- |
| Deutschland             | 1958              | 1955 / 1992                             | 1985/1995                                                               | 1999/2002                                            |
| Frankreich              | 1958              | 1949 / 1992                             | 1985/1995                                                               | 1999/2002                                            |
| Italien                 | 1958              | 1949 / Stab                             | 1990/1997                                                               | 1999/2002                                            |
| Belgien                 | 1958              | 1949 / 1993                             | 1985/1995                                                               | 1999/2002                                            |
| Niederlande             | 1958              | 1949 / 1.Korps                          | 1985/1995                                                               | 1999/2002                                            |
| Luxemburg               | 1958              | 1949 / 1996                             | 1985/1995                                                               | 1999/2002                                            |
| Griechenland            | 1981              | 1952 / Stab                             | 1992/2000                                                               | 2001/2002                                            |
| Spanien                 | 1986              | 1982 / 1994                             | 1992/1995                                                               | 1999/2002                                            |
| Portugal                | 1986              | 1949                                    | 1992/1995                                                               | 1999/2002                                            |
| Slowakei                | 2004              | 2004                                    | 2004/2007                                                               | 2004/2009                                            |
| Slowenien               | 2004              | 2004                                    | 2004/2007                                                               | 2004/2007                                            |
| Estland                 | 2004              | 2004                                    | 2004/2007                                                               | 2004/2011                                            |
| Lettland                | 2004              | 2004                                    | 2004/2007                                                               | 2004/2014                                            |
| Litauen                 | 2004              | 2004                                    | 2004/2007                                                               | 2004/2015                                            |
| Kroatien                | 2013              | 2009                                    | 2023                                                                    | 2023                                                 |
| Finnland                | 1995              | 2023                                    | 1996/2001                                                               | 1999/2002                                            |
| Dänemark                | 1973              | 1949                                    | 1996/2001                                                               | (WKM II 1999) / nein                                 |
| Polen                   | 2004              | 1999 / Stab                             | 2004/2007                                                               | nein                                                 |
| Tschechien              | 2004              | 1999                                    | 2004/2007                                                               | nein                                                 |
| Rumänien                | 2007              | 2004 / Stab                             | 2007/2024                                                               | nein                                                 |
| Bulgarien               | 2007              | 2004                                    | 2007/2024                                                               | (WKM II 2020) / 2026                                 |
| Ungarn                  | 2004              | 1999                                    | 2004/2007                                                               | nein                                                 |
| Malta                   | 2004              | nein                                    | 2004/2007                                                               | 2004/2008                                            |
| Zypern                  | 2004              | nein                                    | 2004                                                                    | 2004/2008                                            |
| Österreich              | 1995              | nein / Stab                             | 1995/1997                                                               | 1999/2002                                            |
| Irland                  | 1973              | nein                                    | nein                                                                    | 1999/2002                                            |
| Schweden                | 1995              | 2024                                    | 1996/2001                                                               | nein                                                 |
| Vereinigtes Königreich  | 1973–2020         | 1949                                    | nein                                                                    | nein                                                 |
| Norwegen                | nein              | 1949                                    | 1996/2001                                                               | nein                                                 |
| Island                  | nein              | 1949                                    | 1996/2001                                                               | nein                                                 |
| Liechtenstein           | nein              | nein                                    | 2008/2011                                                               | nein                                                 |
| Schweiz                 | nein              | nein                                    | 2005/2008                                                               | nein                                                 |
| Monaco                  | nein              | nein                                    | 1995 (de facto)                                                         | 2002                                                 |
| San Marino              | nein              | nein                                    | 1997 (de facto)                                                         | 2002                                                 |
| Vatikanstadt            | nein              | nein                                    | 1997 (de facto)                                                         | 2002                                                 |
| Andorra                 | nein              | nein                                    | ja (de facto)                                                           | 2002                                                 |
| Türkei                  | Beitrittskandidat | 1952 / Stab                             | nein                                                                    | nein                                                 |
| Nordmazedonien          | Beitrittskandidat | 2020                                    | nein                                                                    | nein                                                 |
| Montenegro              | Beitrittskandidat | 2017                                    | nein                                                                    | 2002 (de facto)                                      |
| Albanien                | Beitrittskandidat | 2009                                    | nein                                                                    | nein                                                 |
| Serbien                 | Beitrittskandidat | nein                                    | nein                                                                    | nein                                                 |
| Bosnien und Herzegowina | Beitrittskandidat | Beitrittskandidat                       | nein                                                                    | nein                                                 |
| Kosovo                  | nein              | nein                                    | nein                                                                    | 2002 (de facto)                                      |

### Teilnahme von Nicht-EU-Staaten an EU-Politiken
Eine Reihe von Ländern haben besondere Beziehungen zur Europäischen Union und übernehmen in gewissen Bereichen ihre Rechtsvorschriften. Besonders gilt dies für Norwegen, Island, die Schweiz und Liechtenstein, den einzigen verbliebenen Mitgliedern der Europäischen Freihandelsassoziation (EFTA), während alle anderen ehemaligen EFTA-Mitglieder mittlerweile EU-Mitglieder sind. Norwegen, Island und Liechtenstein (nicht aber die Schweiz) bilden seit 1994 gemeinsam mit der Europäischen Union den Europäischen Wirtschaftsraum. Als Folge dieser Teilnahme am EU-Binnenmarkt müssen sie auch Teile der Gesetzgebung der Europäischen Union umsetzen. Formal müssten sie allerdings nicht die EU finanzieren, in der Praxis übernehmen sie aber ihren Teil der Finanzierung der EU-Institutionen, soweit sie durch das entsprechende EU-Recht daran gebunden sind. Der finanzielle Beitrag Norwegens liegt diesbezüglich seit 2009 auf derselben Höhe der EU-Finanzierung eines EU-Vollmitglieds. Norwegen und vor allem Island sind dafür bekannt, eine EU-Mitgliedschaft wegen der Fischfangregulierung abzulehnen. Beide Staaten sind Teil der Schengen-Zone. Norwegen ist Mitglied der NATO und Island war es von 1949 bis 2006. Während der Wirren der Finanzkrise wurde in Island die Mitgliedschaft in der Euro-Zone erwogen und es hat 2009 einen formellen EU-Beitritt beantragt. Norwegen ist bisher allen politischen EU-Verträgen beigetreten und hatte auch schon mehrmals die EU-Mitgliedschaft beantragt, doch obwohl es die Anforderungen einer Mitgliedschaft seit langem erfüllt, wurde es durch ein Veto in Volksabstimmungen 1972 und 1994 an der Mitgliedschaft gehindert – im Ergebnis ist Norwegen zwar inhaltlich zu großen Teilen in der Europäischen Union integriert, hat jedoch mangels Mitgliedschaft keine Vertretung in deren Institutionen. Auch die Türkei übernimmt in gewissen Bereichen europäische Rechtsvorschriften, da sie seit 1. Januar 1996 mit der EU eine Zollunion bildet. Seit diesem Datum gilt in der Türkei das europäische Wirtschaftsrecht, dem Ankara die eigenen Handelsbeziehungen mit Nicht-EU-Ländern – „Drittländern“ – anzupassen hat.

## „Euro-Rettungsschirme“
Nach Beginn der in den Medien oft als „Euro-Krise“ bezeichneten Krise (siehe auch Griechische Staatsschuldenkrise ab 2010, Eurokrise) wurde im Mai 2010 die Schaffung eines Euro-Rettungsschirms vereinbart. Hier wurde zuerst mit der Europäischen Finanzstabilisierungsfazilität („EFSF“) vereinbart; dieser wurde später vom ESM abgelöst. Im Bereich der Euro-Rettungsschirme handelt es sich auch um Aspekte der Integration nach variablen Geschwindigkeiten, da nicht alle EU-Staaten an diesen Euro-Rettungsschirmen teilnehmen und die Euro-Rettungsschirme auf besonderen vertraglichen Vereinbarungen beruhen, die außerhalb des Rechts der Europäischen Union stehen.